# John Heath-Stubbs
John Heath-Stubbs (* 9. Juli 1918 in London als John Francis Alexander Heath-Stubbs; † 26. Dezember 2006 ebenda) war ein britischer Dichter und Übersetzer. Bekannt ist er vor allem für sein König-Artus-Stück Artorius von 1972.

## Leben
John Heath-Stubbs wurde in London geboren. Er besuchte später das Queen’s College in Oxford. 1941 schrieb er, zusammen mit Sidney Keyes und Michael Meyer, Eight Oxford Poets. Er arbeitete auch 1942 an dem Buch Oxford Poetry. In den 1950er Jahren lebte er eine Zeit lang in Zennor, Cornwall. 1953 veröffentlichte Heath-Stubbs seine Anthologie Images of Tomorrow. In den 1960ern begann seine Sehkraft nachzulassen; seit 1978 war er vollständig erblindet. Er wurde mit dem britischen Ritterorden Order of the British Empire und der Queen’s Gold Medal for Poetry ausgezeichnet. Der chilenische Regisseur Carlos Klein drehte 1996 den Dokumentarfilm Ibycus: A Poem by John Heath-Stubbs.

## Werke
- 1941: Eight Oxford Poets (mit Sidney Keyes und Michael Meyer)
- 1950: The Forsaken Garden: An Anthology of Poetry 1824–1909 (mit David Wright)
- 1953: Images of Tomorrow
- 1953: New Poems
- 1972: Artorius
- 1953: Faber Book of Twentieth Century Verse (mit David Wright)
- 1978: The Watchman's Flute
- 1979: Omar Khayyám, The Rubaiyat (Übersetzung mit Peter Avery)
- 1981: Selected Poems of Thomas Gray
- 1982: Naming the Beasts
- 1985: The Immolation of Aleph
- 1987: Cat's Parnassus
- 1988: Collected Poems 1942–1987
- 1988: Time Pieces
- 1990: Selected Poems
- 1993: Sweet-Apple Earth
- 1994: Hindsight: An Autobiography
- 1996: Galileo's Salad
- 1998: The literary essays of John Heath-Stubbs (von A.T. Tolley)
- 1999: The Sound of Light
- 2000: The Poems of Sulpicia (Übersetzung)
- 2002: The Return of the Cranes